# Лант, Хорас
Хорас (Гораций) Грей Лант (англ. Horace Gray Lunt; 12 сентября 1918, Колорадо-Спрингс, Эль-Пасо, Колорадо, США — 11 августа 2010, Балтимор, Мэриленд, США) — американский славист, почётный профессор Гарвардского университета (Кафедра славянских языков и литературы; Украинский институт).

## Биография
Хорас Грей Лант родился 12 сентября 1918 года в Колорадо-Спрингсе штата Колорадо, США. Отучился в Гарвардском колледже (бакалавр наук, 1941), Калифорнийском университете (магистратура, 1942), Карловом университете в Праге (1946–1947) и Колумбийском университете (доктор философии, 1950).
Будучи студентом Романа Якобсона в Колумбийском университете, он поступил на факультет Гарвардского университета в 1949 году вместе со своим наставником. Там Лант вёл курс грамматики старославянского языка в течение четырёх десятилетий, создав в итоге справочник по грамматике последнего.
Хорас Лант умер 11 августа 2010 года в Балтиморе штата Мэриленда, США, в возрасте 91 года. У него остались жена — Салли Герман Лант, дочери Кэтрин и Элизабет, пятеро внуков и зять Дэвид.

## Научная деятельность
Хорас Лант опубликовал многочисленные монографии, статьи, очерки и обзоры по всем аспектам славянского сравнительного и исторического языкознания и филологии. Он также написал первую англоязычную грамматику македонского языка в начале 1950-х годов при поддержке Министерства науки Югославии.
В 1970 году опубликовал «Краткий словарь древнерусского языка». Один из немногих авторов за пределами Северной Македонии и бывшей Югославии, который отрицал подлинность Битольской надписи и поддерживал тезис, что болгарский царь Самуил был македонским царём.

## Избранные труды
- Lunt, H.G. Old Church Slavonic Grammar, 7th ed. — Walter de Gruyter, 2001. ISBN|3-11-016284-9; Первое издание — Mouton & Co., 1955.
- Лант, Г.Г. Краткий словарь древнерусского языка. (XI-XVIII веков). — München: Fink, 1970. — 85 с.
- Lunt, H.G. A Grammar of the Macedonian Literary Language. — Skopje, 1952.